# Kirche von Eksta

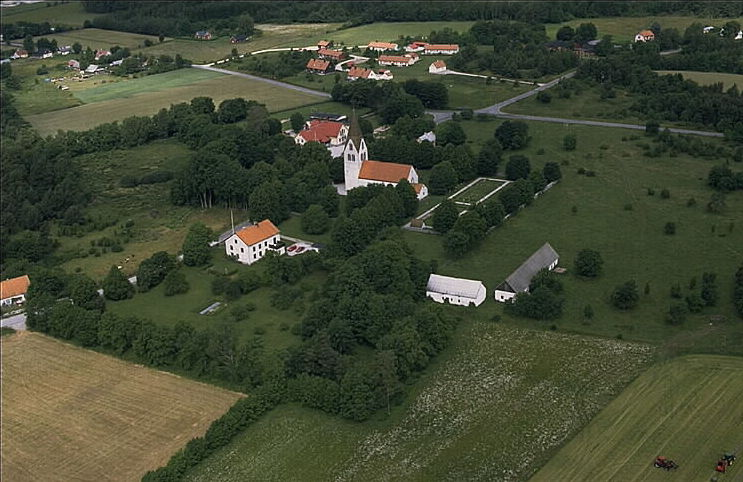
Kirche von Eksta

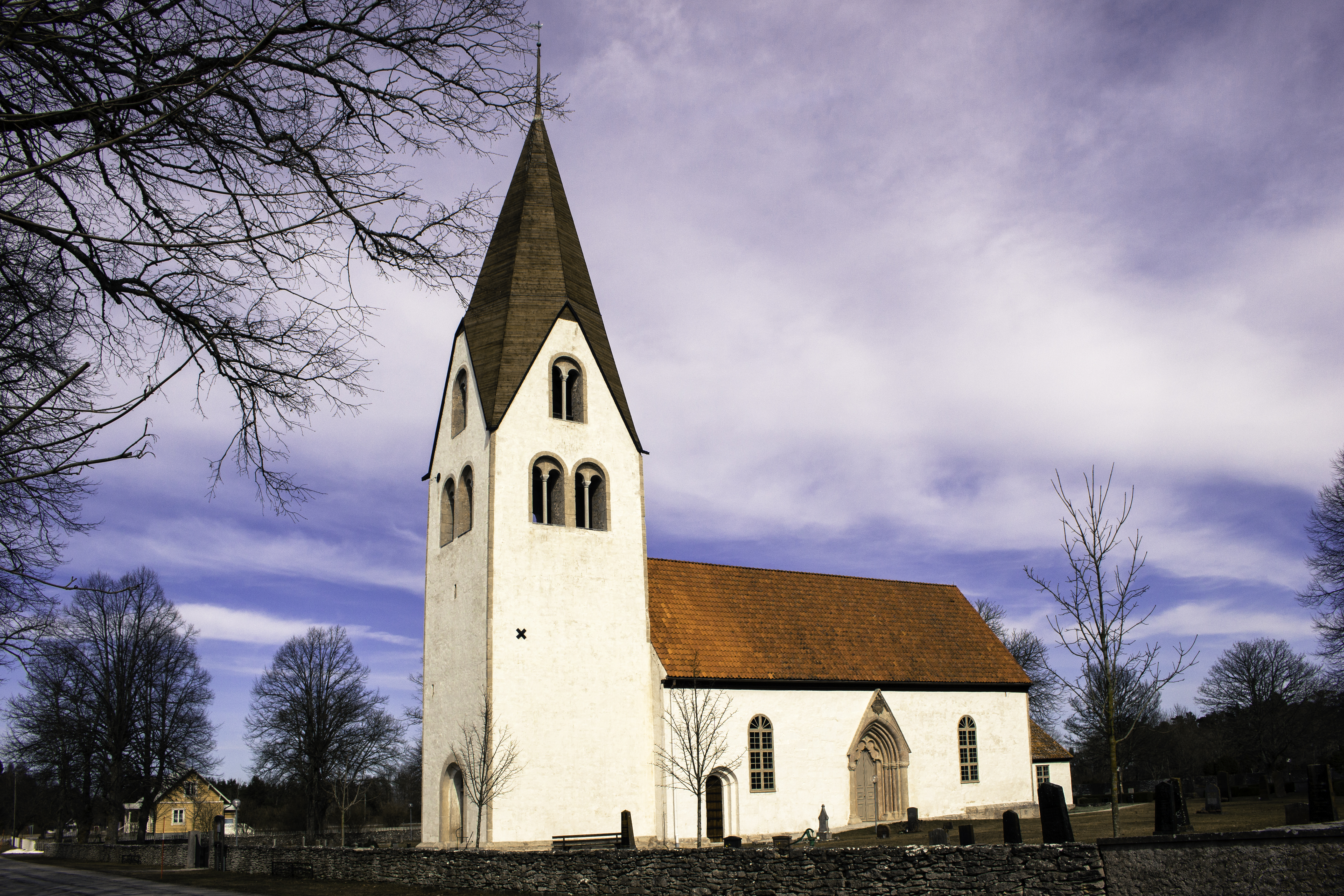
Kirche von Eksta

Die Kirche von Eksta  (schwedisch Eksta kyrka) ist eine gotisch-romanische Landkirche auf der schwedischen Insel Gotland. Sie gehört zur Kirchengemeinde (schwedisch församling) Eksta im Bistum Visby. Zum Kirchspiel Eksta (schwedisch socken) gehören die Inseln Stora Karlsö und Lilla Karlsö.

## Lage
Die Kirche liegt im Inselinnern, östlich der Straße 140 von Klintehamn nach Burgsvik, 40 km südlich von Visby, 11 km südlich von Klintehamn, 29 km nördlich von Burgsvik und 11 km nordwestlich von Hemse.

## Etymologie
Im 14. Jahrhundert wurde der Name „Eüxsta“ geschrieben. Er wurde von einem Hof übernommen, von dem man annimmt, dass er „Este“ hieß. Dieser Name kommt vermutlich von „Aist“, was etwa „der hastig Rinnende“ bedeutet und auf einen Bach in der Nähe des Hofes „Este“ deutet. Der Name hat also weder mit „ek“ (schwedisch für „Eiche“) noch mit der Endung „-sta“  zu tun.

## Kirchengebäude
Die Kirche ist aus Kalkstein gemauert und besteht aus einem Langhaus mit einem gerade abgeschlossenen Chor, einem Kirchturm im Westen und einer Sakristei im Osten. Die Portale befinden sich im Westen, im Turm und in der Mitte der Südfassade. Die westliche Hälfte des heutigen Langhauses stammt von einem romanischen Langhaus vom Anfang des 13. Jahrhunderts, zu dem wahrscheinlich ein schmalerer Apsischor gehörte. Die gerundeten Sockelsteine sind noch erhalten. Der heutige Kirchturm wurde im 13. Jahrhundert errichtet. Um 1300 wurde ein nie fertiggestellter Neubau der Kirche eingeleitet. Der alte Chor wurde durch einen höheren Chor von derselben Breite wie das Langhaus ersetzt. Die Triumphbogenmauer und das Gewölbe des Chors wurden 1838–1840 abgerissen, so dass der Chor und das Langhaus zu einem einheitlichen Raum vereinigt wurden. Die Mauerkronen des Chores wurden abgesenkt, so dass Langhaus und Chor unter ein gemeinsames Außendach gelegt werden konnten. Das gotische Chorportal wurde nach Westen verschoben und neue, große, symmetrisch platzierte Fenster wurden eingesetzt. Die Sakristei wurde im Osten errichtet, während eine ältere auf der Nordseite des Chores abgerissen wurde.
Die Kirche von Eksta ist eine der wenigen gotländischen Kirchen, die nach dem Mittelalter wesentlich verändert wurden. Von außen hat sie dadurch einen neoklassizistischen Zug, mit einem deutlichen mittelalterlichen Einschlag. Der Turm hat immer noch die für viele gotländische Kirchen typische hohe Spitze, die auf vier gemauerten Turmgiebeln ruht. Die Giebel weisen in alle Himmelsrichtungen und haben mit Säulen versehen Schallöffnungen in zwei Ebenen. Vier mittelalterliche Portale sind noch erhalten. Die in der Nord- und Südfassade des Langhauses angeordneten, deren äußere Umfassungen 1947 freigelegt wurden, sind wie das Portal im Kirchturm romanisch. Das Nordportal ist wahrscheinlich vom älteren Chor zum Langhaus verlegt worden, als im 14. Jahrhundert ein neuer Chor gebaut wurde. Das Portal in der Mitte der Südfassade ist gotisch und hat eine reiche  Umfassung. Der Innenraum der Kirche ist mit einem einzigen Tonnengewölbe aus Holz eingewölbt. Es hat einfache, glatte Wände, auf denen einzelne Kalkmalereien aus dem 15. Jahrhundert entdeckt wurden. Die prächtige Kanzel und der Altar wurden 1838 gekauft, aber schon 1675 angefertigt. Gleichzeitig wurde möglicherweise die Glasscheibe aus der zweiten Hälfte des 13. Jahrhunderts gekauft, die sich heute in dem runden Fenster im Osten befindet.
An der Kirche befinden sich die Grabplatte G 74.

## Ausstattung
Von der mittelalterlichen Einrichtung und Ausstattung der Kirche ist nichts mehr erhalten.
- Beim Umbau wurden Altar und Kanzel aus der Kirche von Össeby, in Uppland geholt. Beide waren 1675 angefertigt worden.
- Der Taufstein aus Sandstein wurde 1642 in Burgsvik gehauen.
- Die Bankeinrichtung stammt vom Anfang des 20. Jahrhunderts.
- Die Orgel wurde 1889 von „Åkerman & Lund Orgelbyggeri“ aus Stockholm gebaut.